# Обдјох
Обдјох (рус. Обдёх) малена је река која протиче преко североисточних делова Печорског рејона на крајњем западу Псковске области, у европском делу Руске Федерације. Улива се у Псковско језеро, на његовој западној обали и припада сливу реке Нарве, односно сливу Финског залива Балтичког мора.
Свој ток започиње као отока маленог Маљског језера, у централном делу Печорског рејона. Тече у смеру североистока и улива се у Псковско језеро након свега 19 km тока.